# High Time
High Time – trzeci album fińskiego zespołu Excalion wydany 29 stycznia 2010 przez wytwórnię Limb Music.

## Lista utworów
1. „Enter a Life” – 3:57
2. „From Somewhere to Anywhere” – 3:06
3. „Sun Stones” – 5:20
4. „The Flags in Line” – 4:36
5. „Bring on the Storm” – 4:13
6. „The Shroud” – 4:41
7. „Firewood” – 4:16
8. „Lifetime” – 4:54
9. „Quicksilver” – 5:02
10. „A Walk on a Broken Road” – 3:31
11. „Foreversong” – 4:23

## Twórcy
- Jarmo Pääkkönen – wokal
- Vesa Nupponen – gitara
- Jarmo Myllyvirta – keyboard
- Tero Vaaja – gitara basowa
- Henri Pirkkalainen – perkusja
- Sanna Urtti – śpiew (gościnnie)
- Inka-Sofia Hokkanen – śpiew (gościnnie)
- Arttu Sarvanne – produkcja, inżynieria dźwięku, miksowanie
- Uwe Lulis – mastering
- Timo Sahlberg – zdjęcia